# Malinovo, Senec
Malinovo este o comună slovacă, aflată în districtul Senec din regiunea Bratislava. Localitatea se află la altitudinea de 128 m deasupra n.m., se întinde pe o suprafață de 6,75 km2 și în 2017 număra 3.341 de locuitori.

## Istoric
Localitatea Malinovo este atestată documentar din 1209.

## Demografie
| An:                | 1994 | 2004    | 2014    | 2024    |
| ------------------ | ---- | ------- | ------- | ------- |
| Număr de persoane: | 1257 | 1401    | 2520    | 4146    |
| Diferență:         |      | +11,45% | +79,87% | +64,52% |

| An:                | 2023 | 2024   |
| ------------------ | ---- | ------ |
| Număr de persoane: | 4133 | 4146   |
| Diferență:         |      | +0,31% |